# Agromyza subantennalis
Agromyza subantennalis är en tvåvingeart som beskrevs av Mitsuhiro Sasakawa 1963. Agromyza subantennalis ingår i släktet Agromyza och familjen minerarflugor. Inga underarter finns listade i Catalogue of Life.